# Erik Braal
Erik Braal (Werkendam, 2 ottobre 1976) è un allenatore di pallacanestro olandese.

## Carriera
Inizia la carriera nel settore giovanile del Rotterdam Basketball prima di venire promosso come capo allenatore nel 2003. Dopo cinque stagioni approda al West-Brabant Giants raggiungendo la finale playoff per la prima volta nella storia del club. Stessa sorte anche nel 2013 all'Aris Leeuwarden venendo sconfitto nell'atto conclusivo. Dal 2013 al 2015 passa in Austria agli Oberwart Gunners prima di fare ritorno nei Paesi Bassi ed aprire una lunga striscia di successi al Donar Groningen grazie a tre titoli nazionali, due coppe nazionali e due titoli di Supercoppa d'Olanda. Nell'aprile del 2020 risolve il contratto con la società biancoblu.
Braal viene nominato per quattro volte allenatore dell'anno per il campionato olandese.

## Palmarès

### Squadra
- Campionato olandese: 4

Donar Groningen: 2015-16, 2016-17, 2017-18
Heroes Den Bosch: 2021-22
- Coppa d'Olanda: 3

Donar Groningen: 2016-2017, 2017-2018
Heroes Den Bosch: 2024
- Supercoppa d'Olanda: 3

Donar Groningen: 2016, 2018
Heroes Den Bosch: 2022

### Individuali
- DBL Coach of the Year: 4

2006, 2008, 2017, 2018